# Fallout 3: Point Lookout
Point Lookout (с англ. — «Пункт наблюдения») — четвёртое официальное дополнение к компьютерной игре Fallout 3, разработанное компанией Bethesda Softworks и выпущенное для персональных компьютеров под управлением операционной системы Windows и игровых приставок Xbox 360 23 июня 2009 года, а также для PlayStation 3 8 октября 2009. 13 августа 2010 издано в странах СНГ компанией 1С-СофтКлаб совместно с дополнением Broken Steel.

## Нововведения
На юге игрового мира, на западном берегу реки Потомак, находится пустынный берег. С дополнением туда добавляется причал с паромом. Если купить билет на него, то можно отправиться в огромное болото, где и будут разворачиваться события. Там героя ждут новые квесты, предметы и монстры, а также новые способности. Территория представляет собой часть штата Мэриленд, не столь затронутого ядерной войной, как Столичная Пустошь. К тому же, если в Столичной Пустоши присутствует некое подобие цивилизованного общества, похожего на довоенную Америку, то здесь широко распространены каннибализм и вера в чёрную магию.
Дополнение добавляет в игру различное оружие (винчестер, двуствольное ружьё, лопату, микроволновый излучатель, топор и канистру с биологическим газом), одежду (наряд шулера, рабочий комбинезон, одежду дикаря, костюм ремонтника) и головные уборы (фуражку конфедерата, маску Крохотного Убивца, полицейскую фуражку). Кроме того, добавляется несколько новых квестов и способностей.

## Рецензии
| Сводный рейтинг | Сводный рейтинг | Сводный рейтинг |
| Издание         | Оценка          | Оценка          |
| Издание         | PC              | Xbox 360        |
| --------------- | --------------- | --------------- |
| GameRankings    | 81,65 %         | 84,10 %         |

Рецензенты от сайта IGN обозначили в качестве достоинства дополнения обширные территории, которые интересно исследовать, а также увлекательность дополнения в целом. В качестве недостатков авторы рецензии отметили отсутствие повышения максимального уровня развития главного героя, плохое качества дизайна растительности, а также очень плохое качество работы дополнения на PlayStation 3. Итоговая оценка игры — 8,5 балла из 10.
Обозреватель от журнала Игромания высказал мнение, что, в отличие от остальных дополнений, идея Point Lookout — возвращение к оригинальному Fallout 3. В качестве достоинства он отметил большую и интересную для исследований территорию, положительно оценил атмосферу игры, приравняв её к сталкеровской, а также большое количество новых локаций и квестов. По словам автора рецензии, Point Lookout, являясь лишь загружаемым дополнением к игре, «способен не просто заинтересовать, а увлечь, как в первый раз». Оценка дополнению — 8 из 10.